# Gabriel Ranvier
Pour les articles homonymes, voir Ranvier.
Gabriel Ranvier, né le 8 juillet 1828 à Baugy (dans le Cher) et est mort le 25 novembre 1879 à Belleville à Paris, est peintre et décorateur en laques et sur porcelaine. C'est une personnalité de la Commune de Paris.

## Biographie
Fils d'un cordonnier, initié franc-maçon en 1863, blanquiste, il devient peintre décorateur sur faïence. Il milite pour la Révolution à la fin du Second Empire dans les réunions publiques à Belleville, ce qui lui vaut d’être condamné à la prison pour attaque contre le gouvernement établi.
Libéré après la proclamation de la République, le 4 septembre 1870, il est élu commandant du 141e bataillon de la Garde nationale pendant le siège de Paris par les Allemands (septembre 1870-mars 1871). Ami de Gustave Flourens, il participe au soulèvement du 31 octobre 1870 contre le Gouvernement de la Défense nationale. 
Incarcéré le 4 novembre, il est élu le lendemain maire du XXe arrondissement lors des élections municipales, un scrutin invalidé par le gouvernement pour état de failli. Ranvier, qui s’évade début février 1871, n’assiste pas à son procès du 23 février qui aboutit à son acquittement le 10 mars.
 
Délégué au Comité central de la Garde nationale, il est impliqué dans l'insurrection du 18 mars 1871 qui marque le début de la Commune, date à laquelle il reprend ses fonctions de maire du XXe.
Élu au Conseil de la Commune le 26 mars par cet arrondissement, c’est lui qui proclame la Commune à l’Hôtel de ville de Paris le 28. Siégeant dès le 30 mars à la commission militaire, Ranvier prend part à la désastreuse expédition contre Versailles du 3 avril.
Le 1er mai, il vote pour l’institution d’un Comité de Salut public et combat avec acharnement pendant la Semaine sanglante jusqu’au dernier jour de la Commune le 28 mai.
Réfugié à Londres, il y reprend son métier tout en militant. Condamné par contumace le 28 novembre 1871 par le 5e conseil de guerre à vingt ans de travaux forcés pour pillage en réunion ou en bande et à force ouverte d’une propriété particulière appartenant à M. Thiers, il est de nouveau jugé et condamné à la peine de mort par le 4e conseil de guerre le 14 juillet 1874 pour :
1. excitation à la guerre civile,
2. fonction dans des bandes armées,
3. incendie,
4. provocations à faire des barricades et à l’assassinat des otages.

Il se réfugie à Londres. Non amnistié, malade, passant par Paris, Gabriel Ranvier meurt à Belleville le 25 novembre 1879.

### Notices biographiques
- Jules Clère, Les hommes de la Commune : Biographie complète de tous ses membres, Paris, Libraire-éditeur É. Dentu, 1871, xiv-195, 1 vol. in-18 (OCLC 457798492, lire en ligne sur Gallica), p. 142-144
  - Jules Clère, Les hommes de la Commune : Biographie complète de tous ses membres, Paris, Libraire-éditeur É. Dentu, 1871, 4e éd. (1re éd. 1871), vi-215, 1 vol. in-18 (lire en ligne sur Gallica), p. 157-159
- Paul Delion, Les membres de la Commune et du Comité central, Paris, A. Lemerre éditeur, août 1871, 446 p. (lire en ligne sur Gallica), p. 180-184
- Bernard Noël, Dictionnaire de la Commune, Coaraze, L'Amourier éditions, coll. « Bio », avril 2021 (1re éd. 1971), 799 p. (ISBN 978-2-36418-060-4, ISSN 2259-6976, présentation en ligne), p. 669-670
- « Notice Ranvier Gabriel », sur maitron.fr, Le Maitron, dictionnaire bibliographique du mouvement ouvrier et du mouvement social, Association Les Amis du Maitron (consulté le 17 août 2021)